# Józef Żyliński

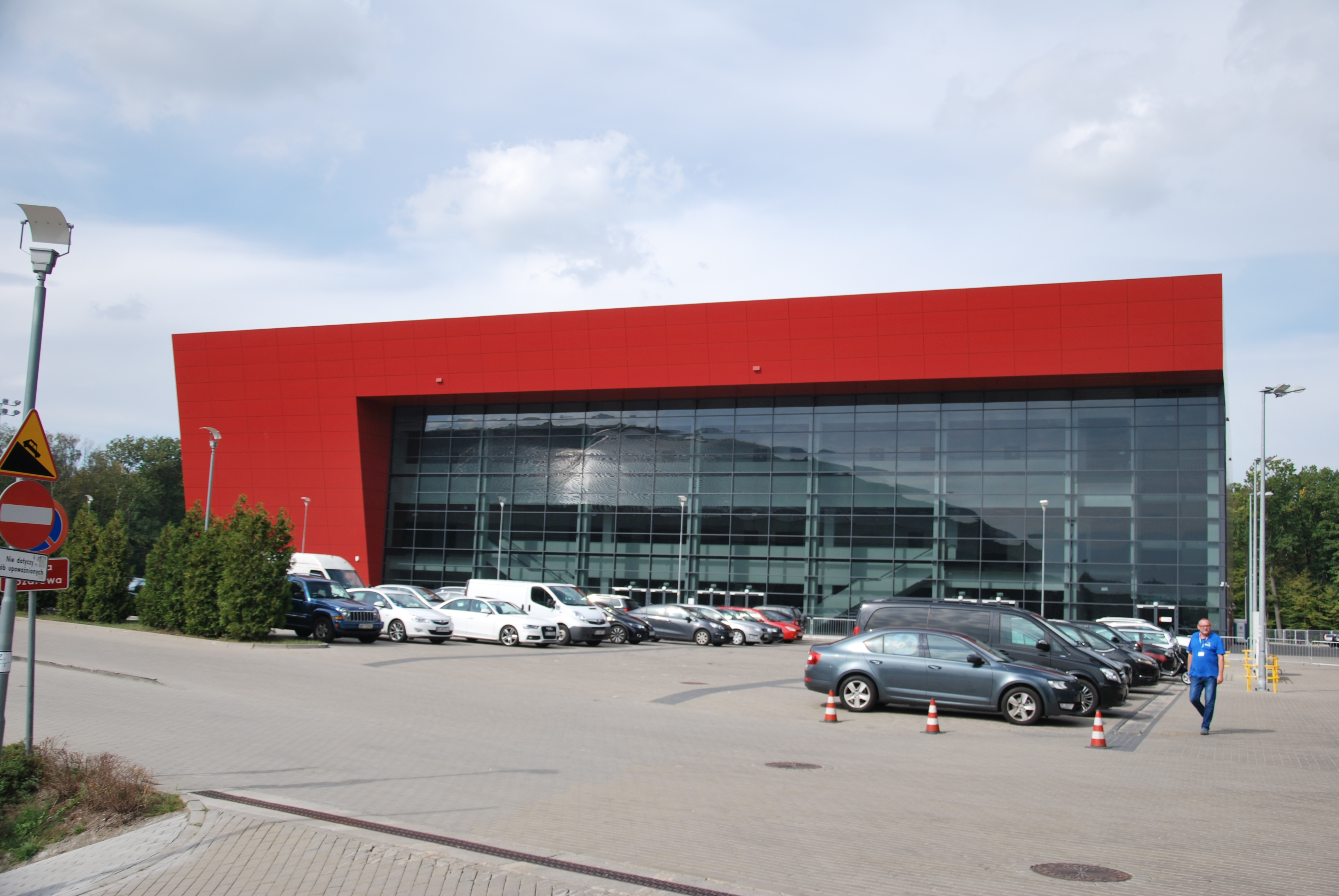
Hala Łódź Sport Arena im. Józefa „Ziuny” Żylińskiego

Józef Żyliński, pseud. „Ziuna”, (ur. 7 grudnia 1920 w Wilnie, zm. 19 sierpnia 2014 w Łodzi) – polski koszykarz i trener koszykówki. Mistrz Polski jako zawodnik i trener. Przez kilkadziesiąt lat związany jako zawodnik, trener i działacz z ŁKS Łódź.
Jest patronem Łódź Sport Areny przy Alei Unii Lubelskiej 2 w Łodzi.

## Koszykarz
Był uczniem Gimnazjum im. Króla Zygmunta Augusta w Wilnie. Już w szkole średniej grał w koszykówkę, m.in. w 1937 zdobył wicemistrzostwo Polski szkół średnich. Bezpośrednio przed II wojną światową grał także w Śmigłym Wilno. Po II wojnie światowej zamieszkał najpierw w Bydgoszczy, od 1947 w Łodzi. Został tam zawodnikiem YMCA Łódź. W barwach tego klubu sięgnął po mistrzostwo Polski w 1948 i wicemistrzostwo w 1949. Od 1950 do 1955 występował w ŁKS Łódź, zdobywając z tym klubem jedyne w historii mistrzostwo Polski seniorów w 1953.  
W latach 1947–1953 wystąpił 39 razy w reprezentacji Polski, zdobywając 126 punktów. M.in. wystąpił na mistrzostwach Europy w 1947, gdzie zdobył dla swojej drużyny 37 punktów, zajmując z nią szóste miejsce.

## Trener
W 1951 został trenerem żeńskiej sekcji ŁKS Łódź seniorek i pracował na tym stanowisku do 1981. Ze swoją drużyną zdobył 16 medali mistrzostw Polski seniorek – 4 złote (1967, 1972, 1973, 194), pięć srebrnych (1966, 1968, 1971, 1975, 1977) i siedem brązowych (1964, 1969, 1976, 1978, 1979, 1980, 1981). Jego zawodniczkami były m.in. Teresa Strumiłło-Gburczyk, Małgorzata Smoleńska-Kwiatkowska, Zdzisława Pabjańczyk-Ogłozińska, Bożena Storożyńska, Lucyna Kałużna-Bek. W latach 1984–2004 pracował w sekcji koszykarskiej w swoim klubie i wycofał się z działalności dopiero w 85 urodziny.
Trenował również juniorki ŁKS, zdobywając z nimi dwukrotnie mistrzostwo Polski (1968, 1969) wicemistrzostwo Polski (1955), brązowy medal mistrzostw Polski (1965). W 1965 poprowadził do wicemistrzostwa Polski szkół średnich reprezentację XXI LO w Łodzi.
Z reprezentacją Polski juniorek zajął 4 (1965) i 5 (1967) miejsce w mistrzostwach Europy.

## Życie prywatne
Jego żoną była koszykarka i siatkarka Krystyna Paprota-Żylińska. Ukończył studia na Politechnice Łódzkiej i od 1959 pracował w Biurze Studiów i Projektów Przemysłu Włókienniczego.